# Leoncjusz z Neapolis
Leontios z Neapolis (także Leoncjusz z Neapolis Cypryjskiej, ur. 590, zm. 668), starożytny teolog wschodni, biograf, biskup Neapolis na Cyprze – dzisiejsze Limassol, ojciec Kościoła.
Był przyjacielem aleksandryjskiego patriarchy Jana Jałmużnika, którego życie opisał, przedstawiając jednocześnie obraz dziejów wspólnoty chrześcijańskiej w Egipcie. Wziął najprawdopodobniej udział w synodzie laterańskim, który odbył się w Rzymie w 649. Jego dzieła uważane są za jedne z nielicznych przykładów dzieł, w których zachował się mówiona odmiana języka greckiego, charakterystyczna dla wczesnego i środkowego okresu bizantyjskiego.
Znane dzieła:
- Żywot Jana Jałmużnika zamówiony przez arcybiskupa Konstancji Arkadiusza,
- Żywot Szymona Głupka, hagiografia świętego Szymona z Emesy,
- Żywot Spiridiona, dzieło zagubione,
- Apologia przeciw Żydom, zachowana we fragmentach.

## Przekłady na język polski
- Józef Naumowicz. Leoncjusz z Neapolis i jego apologia chrześcijańskich obrazów. „Warszawskie Studia Teologiczne”. 7, s. 89–102, 1994. Warszawa: Papieski Wydział Teologiczny w Warszawie. ISSN 0209-3782.